# دافنه (سرده)
دافنه ، برگ بویی، مازریون درختچه‌ای زینتی و بسیار معطر است. این درختچه دارای گل‌های ارغوانی متمایل به صورتی و سفید است که به صورت خوشه‌هایی در بین برگ‌های جلادار و همیشه سبز و بیضوی، ظاهر و شکوفا می‌شوند. فصل گل دهی اواسط زمستان تا اوایل بهار است. این درختچه برای پخش کردن بوی عطر در باغ‌های زمستانی بسیار مناسب است. تکثیر و ازدیاد آن بسیار آسان و از طریق کاشت قلمه‌های پاشنه‌داری است که در پاییز گرفته می‌شوند و همچنین می‌توان آن را از کاشتن بذر در پاییز یا خوابانیدن شاخه‌های سال قبل در بهار یا پیوند ارقام گزینش شده در بهار و تابستان نیز اضافه کرد. دافنه‌ها مستعد ابتلا به بیماری منقوط یا لک‌دار شدن هستند و حالت از ریخت‌افتادگی یا واپیچش و کج و کولگی حاصل از اختلالات ویروسی‌اند که ممکن است روی گل‌دهی آنها اثر سوء بگذارد. این جنس در ایران ۵ گونه گیاه درختچه‌ای دارد. گیاهی محبوب در اروپا است که بعضی از خانم‌ها از آنها برای آرایش خود استفاده می‌کنند. این گیاه همیشه سبز، برگ‌های زیبا و گل‌های خوشبو و معطری دارد. در صورت خوردن برگ‌ها یا میوه‌های زرد و قرمز این گیاه در ابتدا موجب استفراغ شدید، خو نریزی داخلی، کما و مرگ در انتظار خواهد بود.

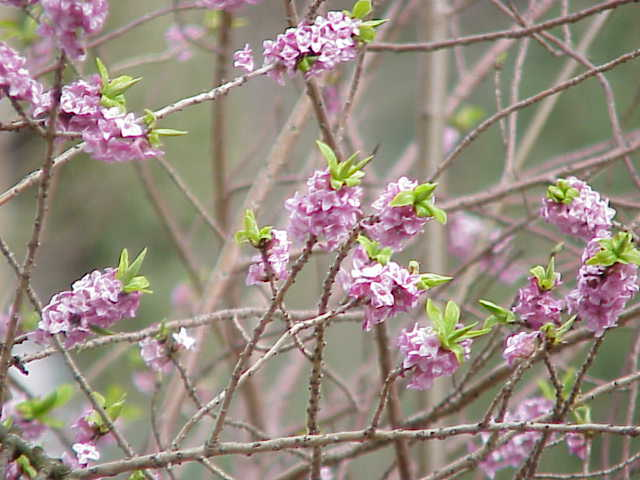
Daphne mezereum
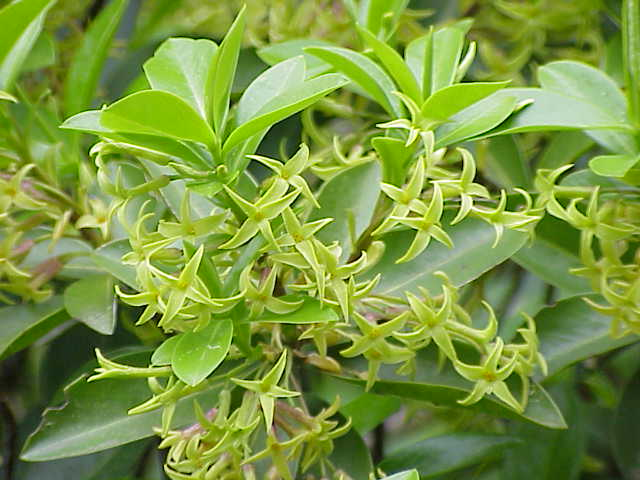
Daphne pontica
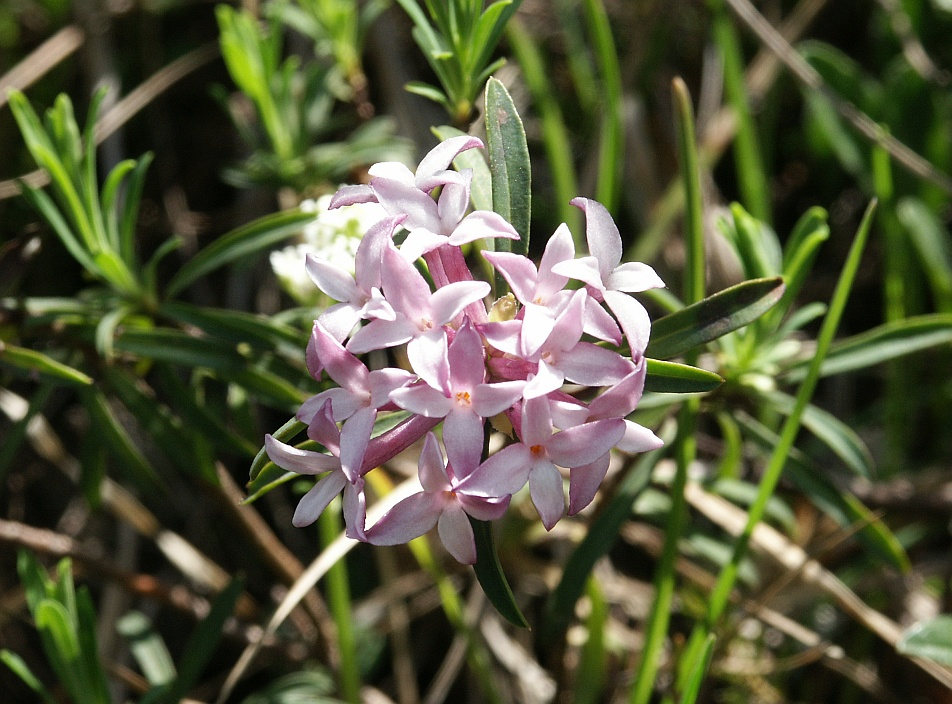
Daphne striata